# Phacellodomus sibilatrix
Phacellodomus sibilatrix е вид птица от семейство Furnariidae.

## Разпространение
Видът е разпространен в Аржентина, Боливия, Парагвай и Уругвай.